# Karl Wilhelm Ideler
Karl Wilhelm Ideler, född 25 oktober 1795 i Bentwisch vid Wittenberge, död 29 juli 1860 i Kumlosen vid Wittenberge, var en tysk psykiater. Han var brorson till astronomen och matematikern Christian Ludwig Ideler.
Ideler studerade medicin vid Berlins universitet och promoverades 1820 till medicine doktor. År 1828 blev han medicinsk ledare för Abteilung für Geisteskranke vid Charité i Berlin som efterträdare till Karl Georg Neumann. Han blev docent 1831 och 1839 extra ordinarie professor vid universitetet i Berlin. Ideler blev 1840 ordinarie professor och chef för psykiatriska kliniken i Berlin.